# 本氏異雙鰭電鰩
本氏異雙鰭電鰩（學名：Heteronarce bentuviai），又稱本氏異雙鰭電鱝，為軟骨魚綱電鰩目單鰭電鰩科異雙鰭電鰩屬的種，分布於西印度洋阿卡巴灣海域，深度可達160公尺，體長可達17.6公分，棲息在大陸棚沙泥底質海域，為底棲性魚類，屬肉食性，以蠕蟲、甲殼類為食，體內的發電器官，可能用來防禦或捕食，生活習性不明。